# آلبرتو پاسینی

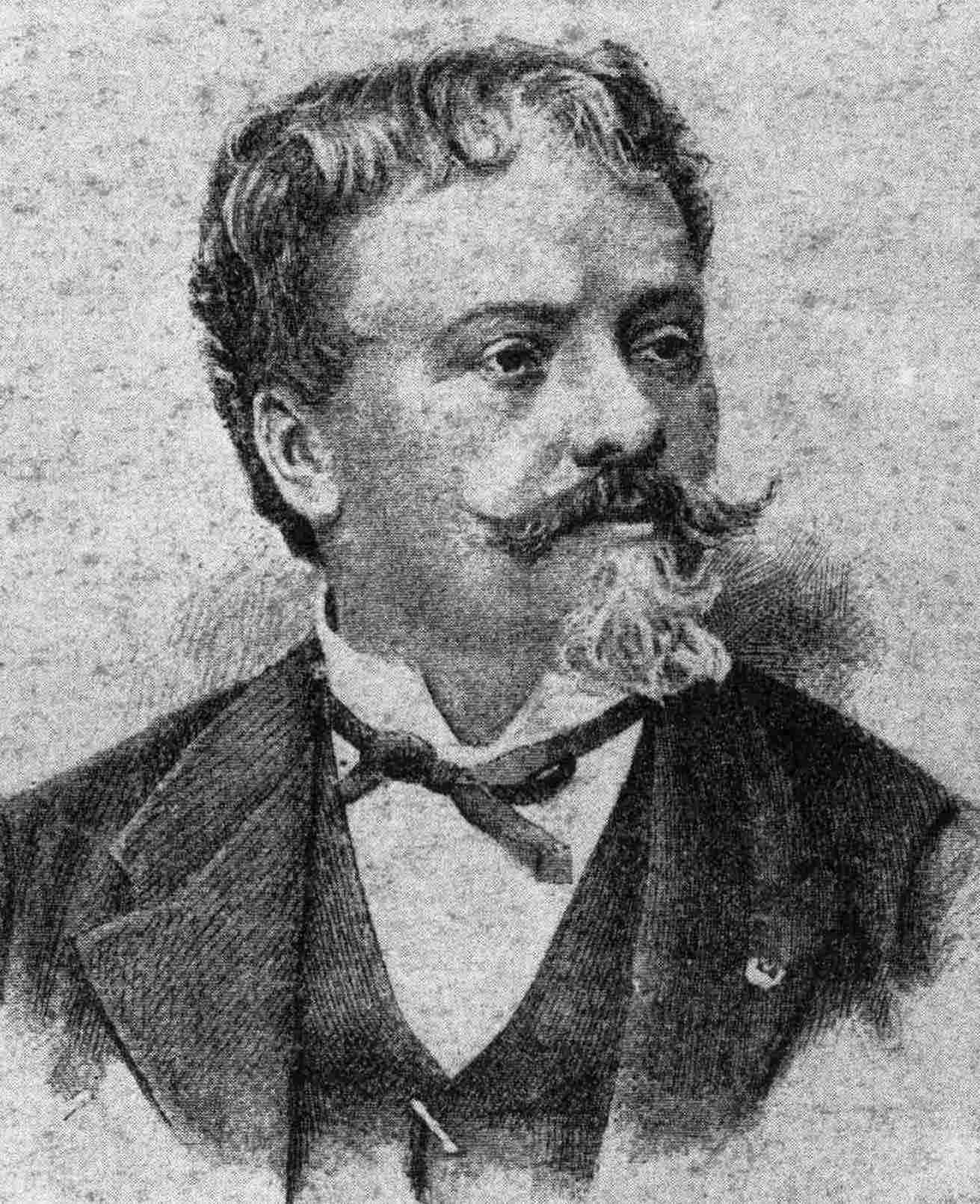

آلبرتو پاسینی (به ایتالیایی: Alberto Pasini) (زادهٔ ۳ سپتامبر ۱۸۲۶ در بوستو- مرگ ۱۵ دسامبر ۱۸۹۹) نقاش ایتالیایی است. شهرت او بیشتر به دلیل ترسیم نقاشی‌هایی با سوژهٔ شرقی و به سبک رمانتیسم متاخر است.
پاسینی به شمال ایران، استانبول، مصر و عربستان سفر کرده‌بود. عبدالعزیز یکم -سلطان عثمانی- در اواخر عمر از حامیان وی بود.

## نمونهٔ کارها با سوژهٔ شرقی

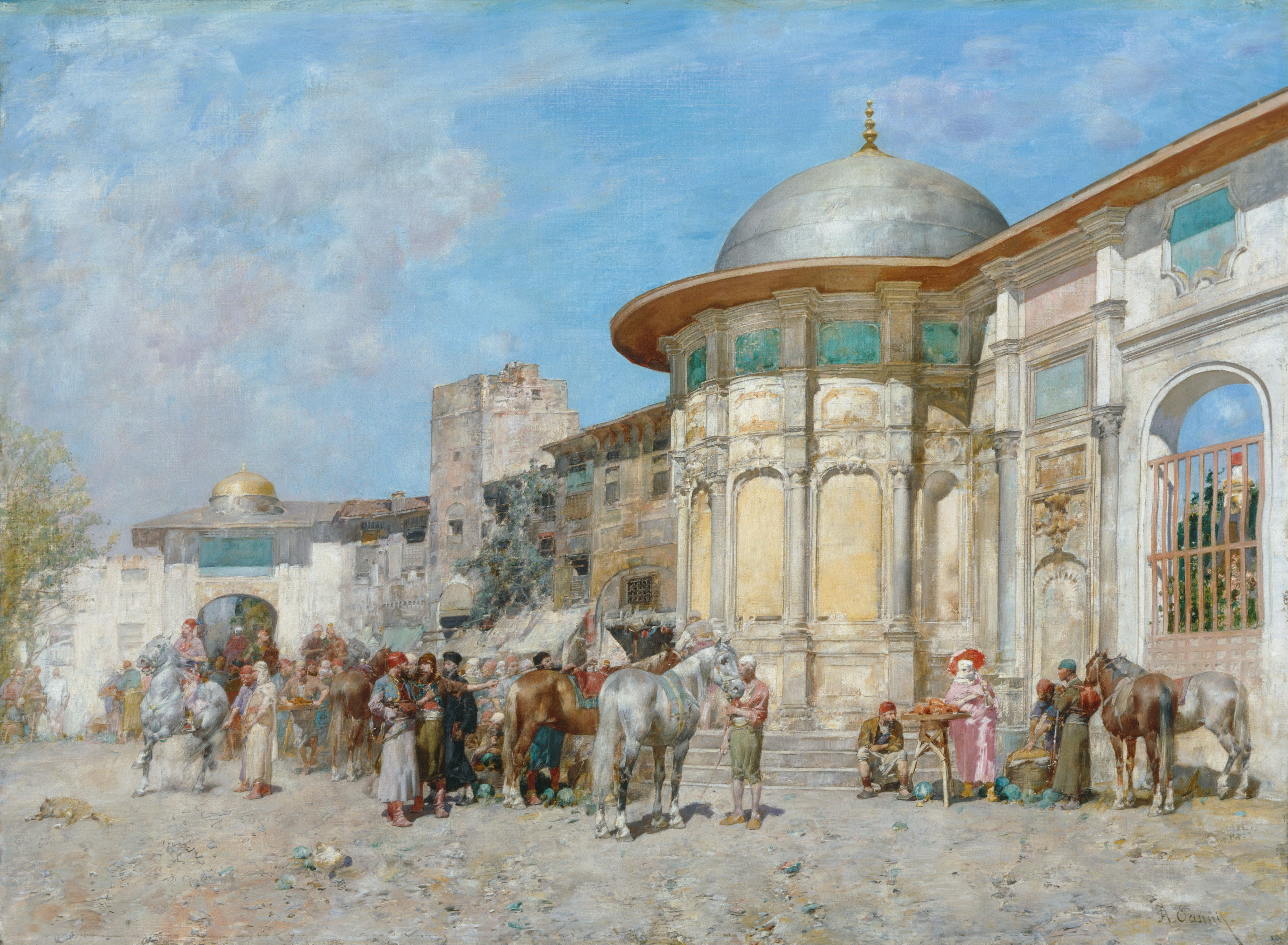
یک بازار اسب‌فروشی در سوریه بین ۱۸۲۶ و ۱۸۹۹ م. نگارخانه نیو ساوت ولز
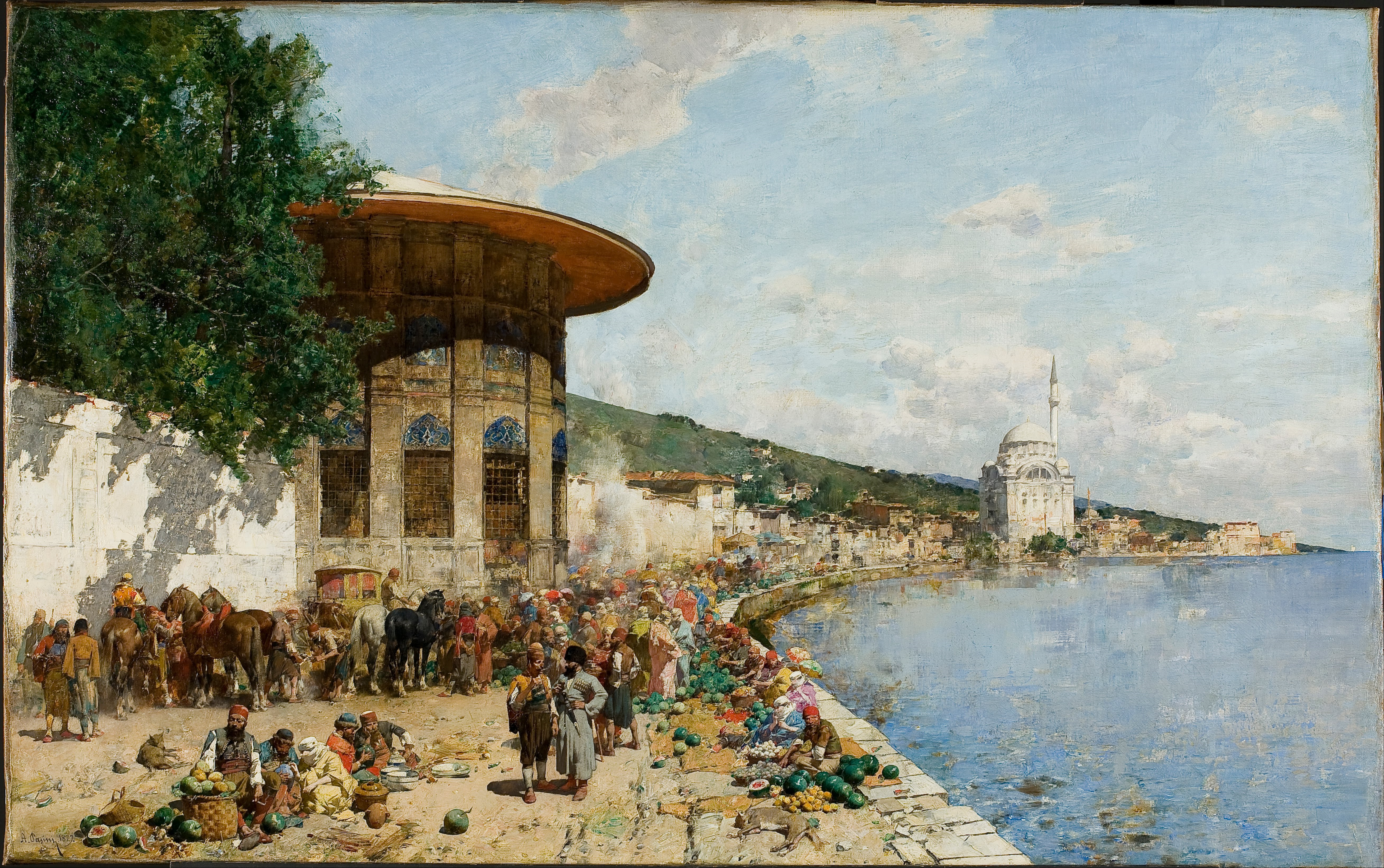
بازار روز در کنستانتینوپل
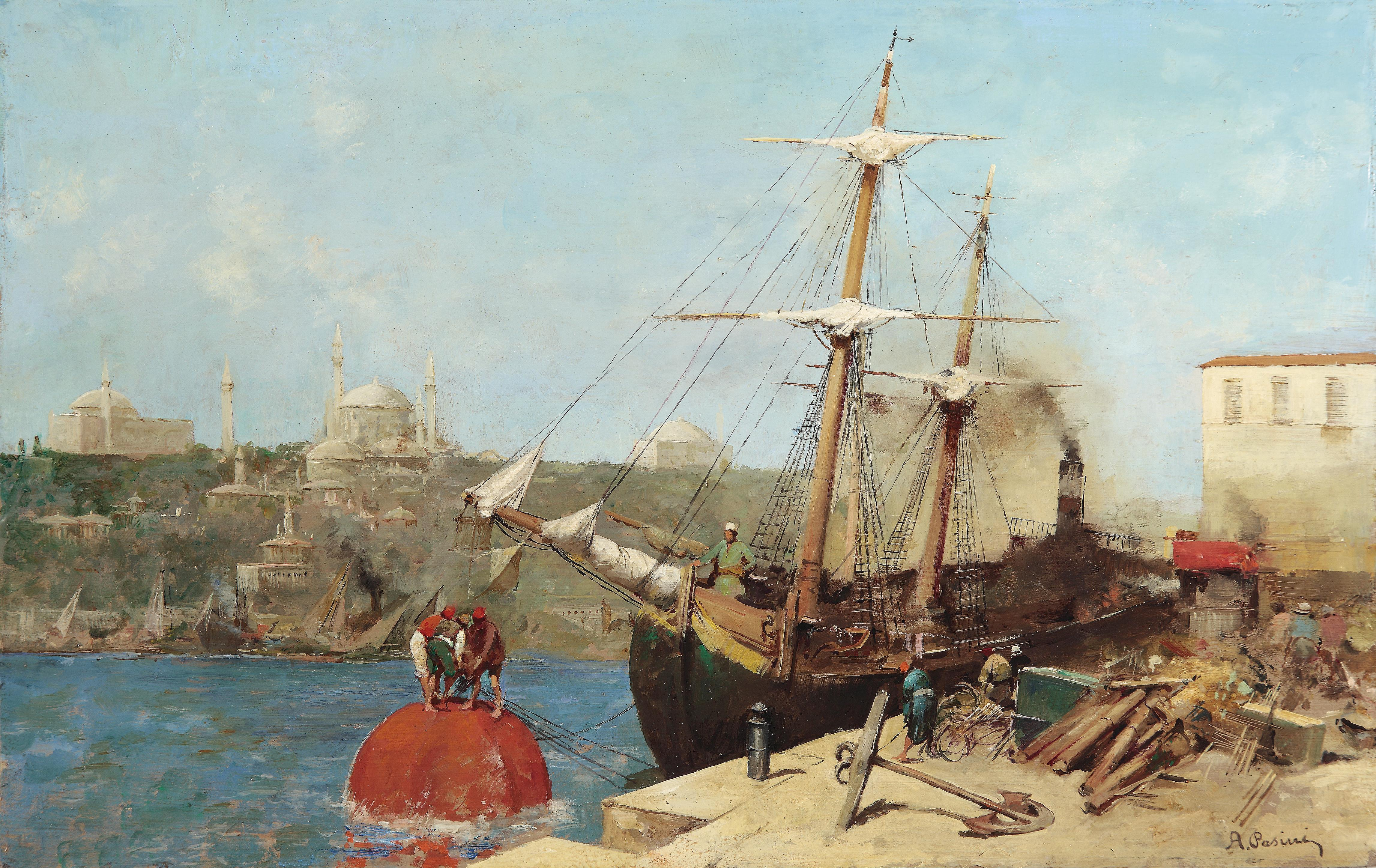
شاخ زرین، استانبول
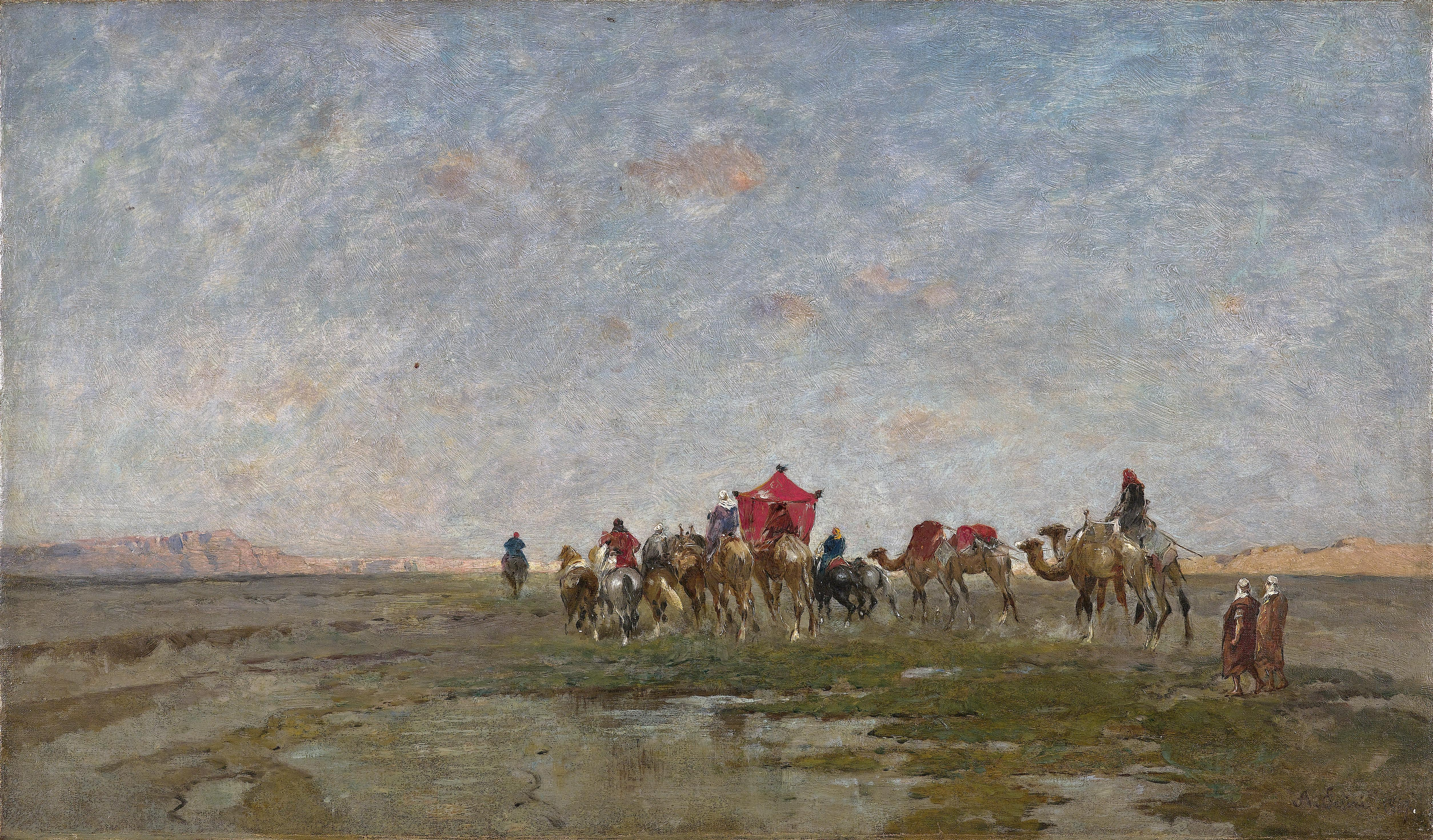
کاروانی در غرب
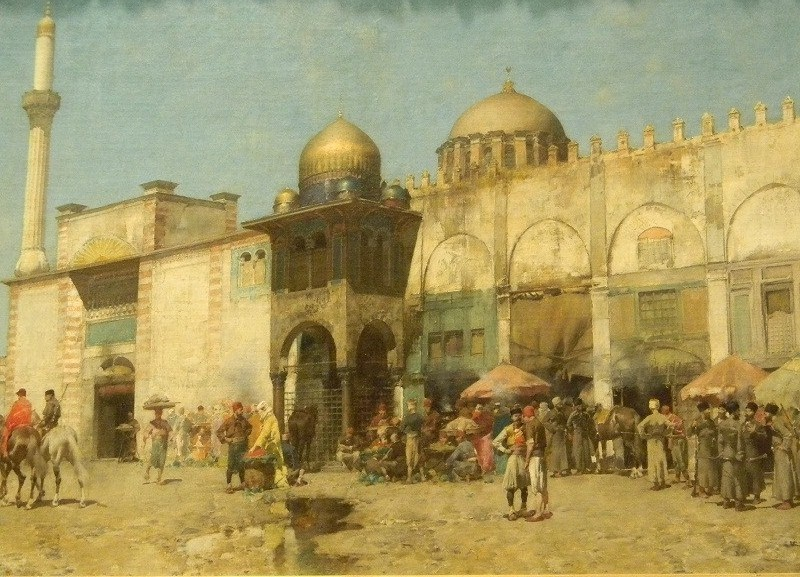
مسجد
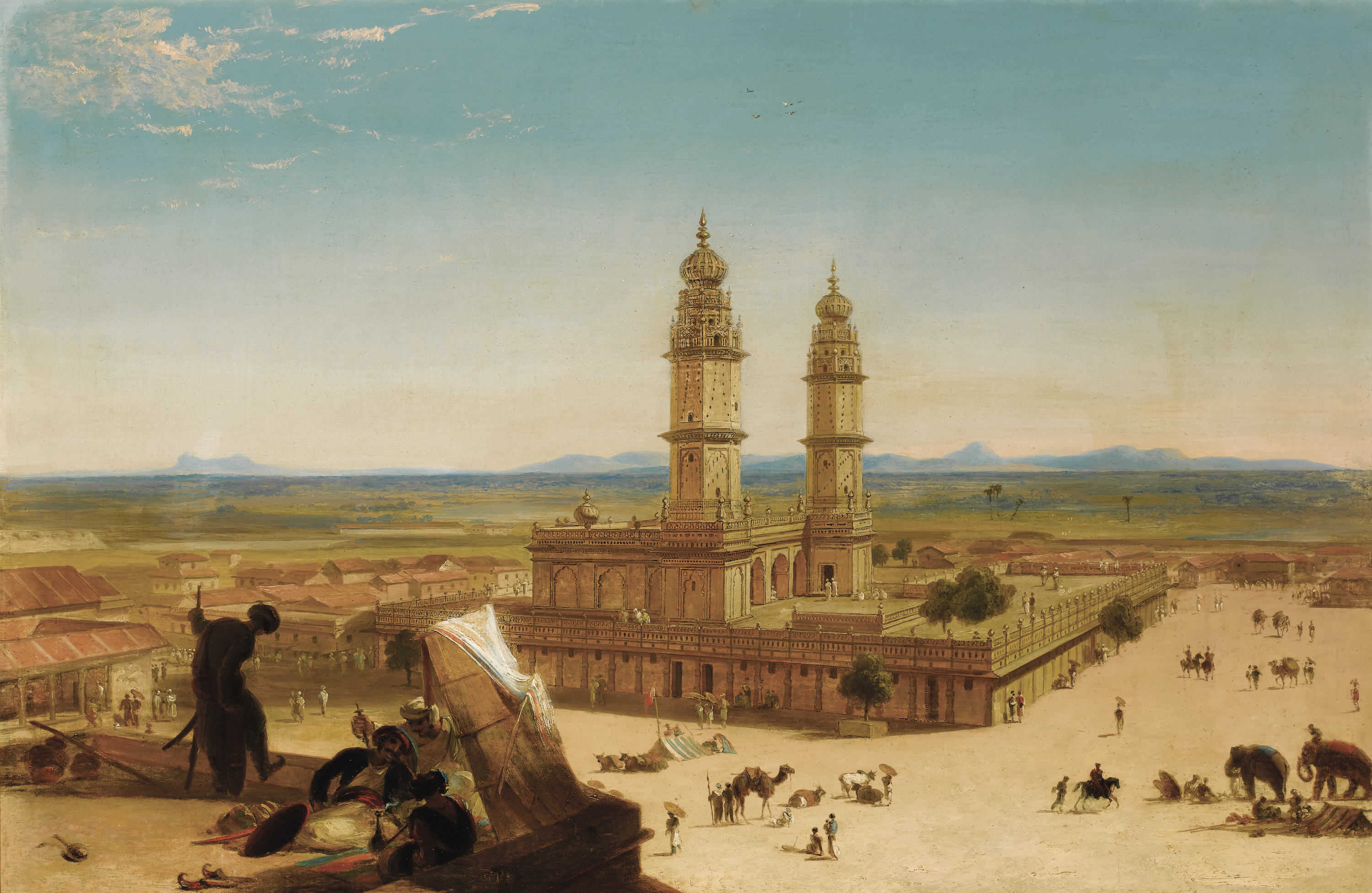
منظرهٔ شرقی با مسجد
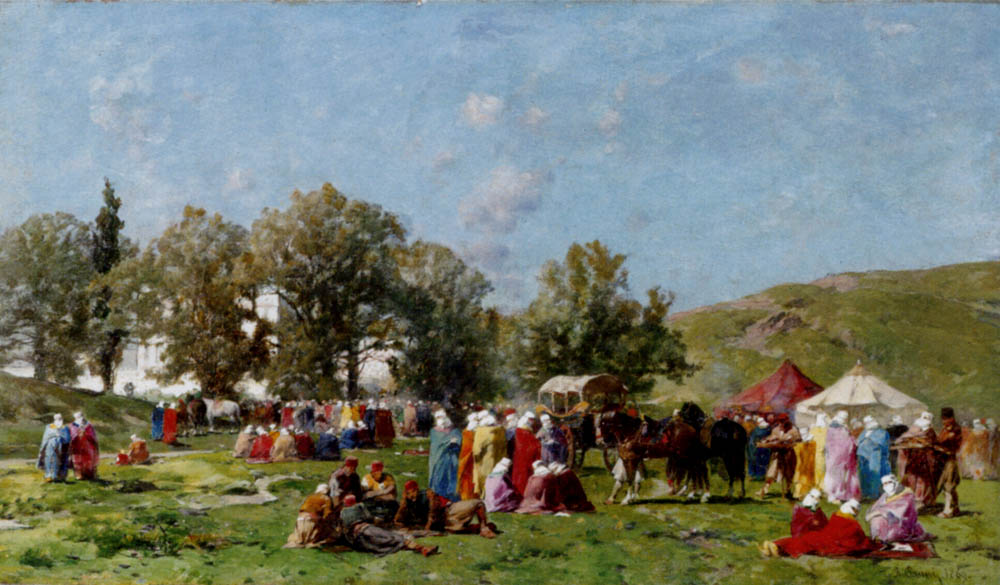
کرانه‌های بسفور
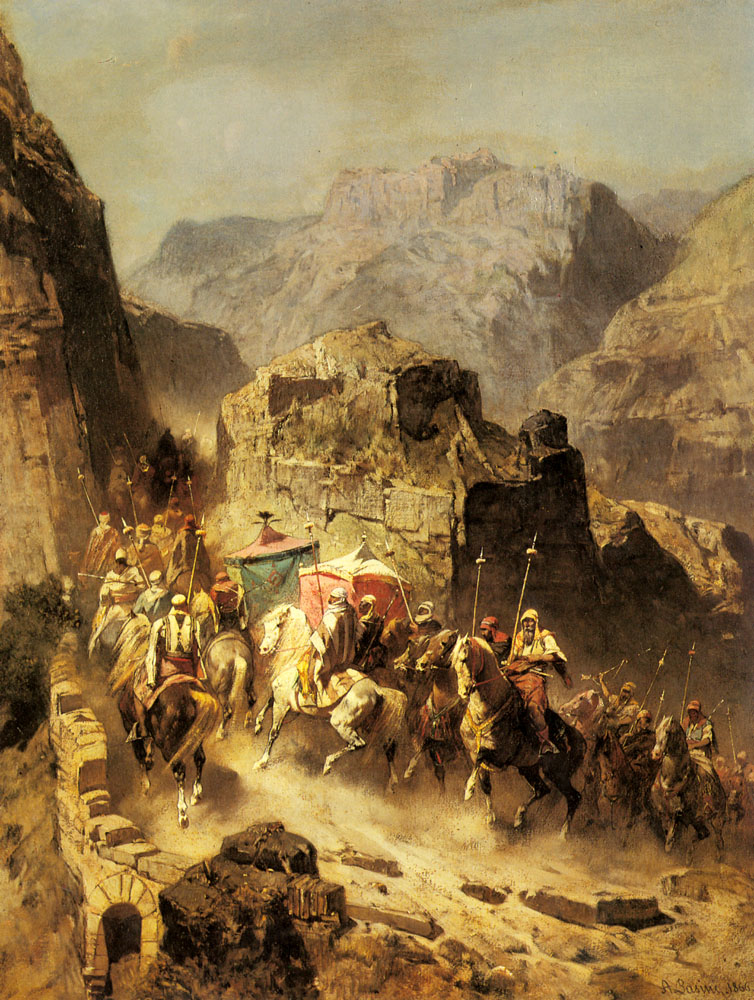
کاروان عرب
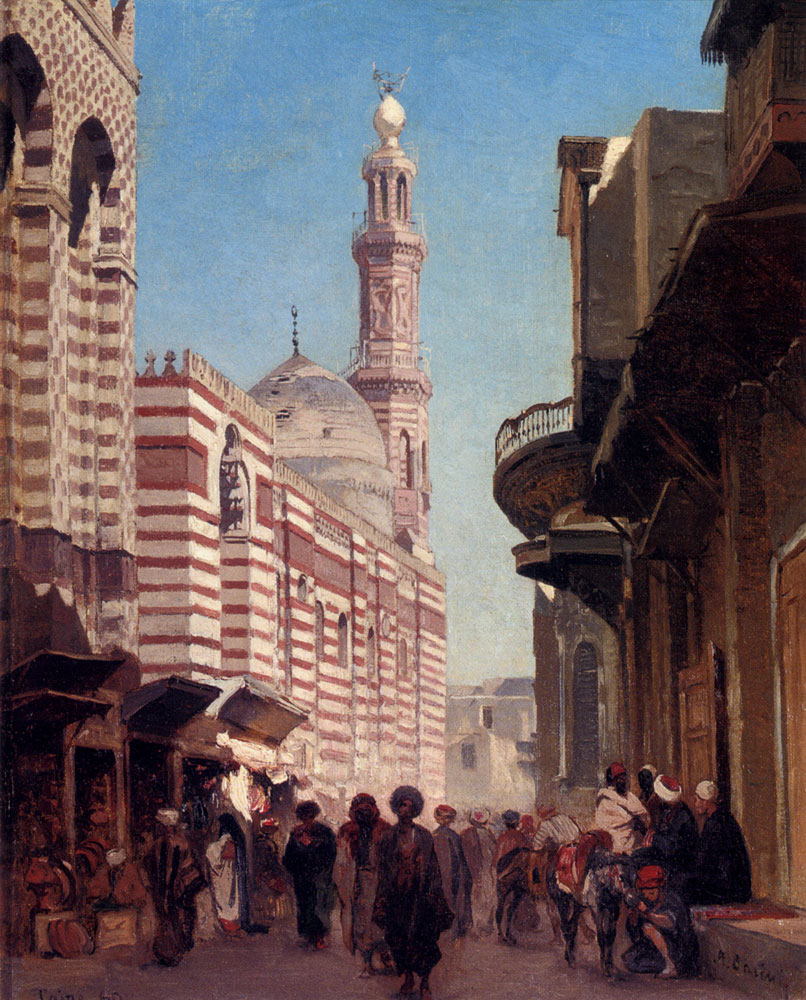
قاهره
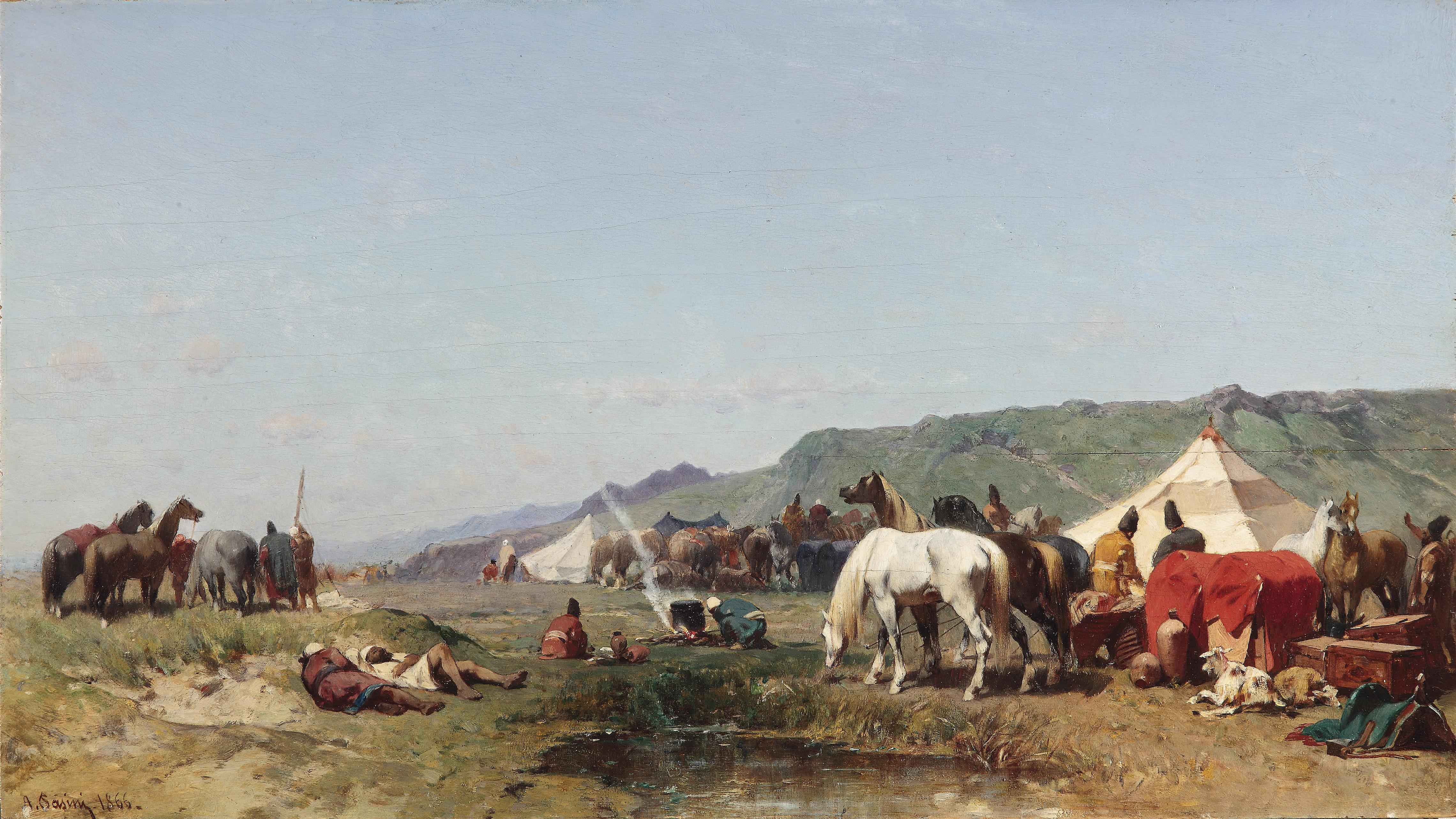
Arab Feldlager (1866)
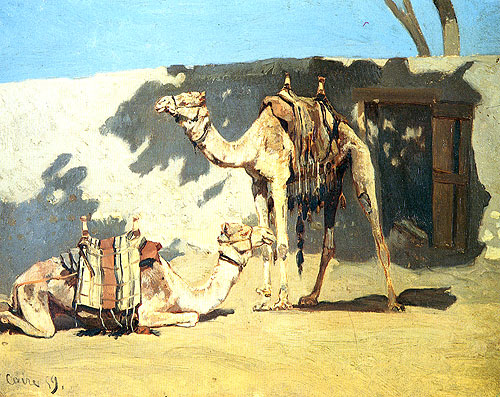
Camels in Repose
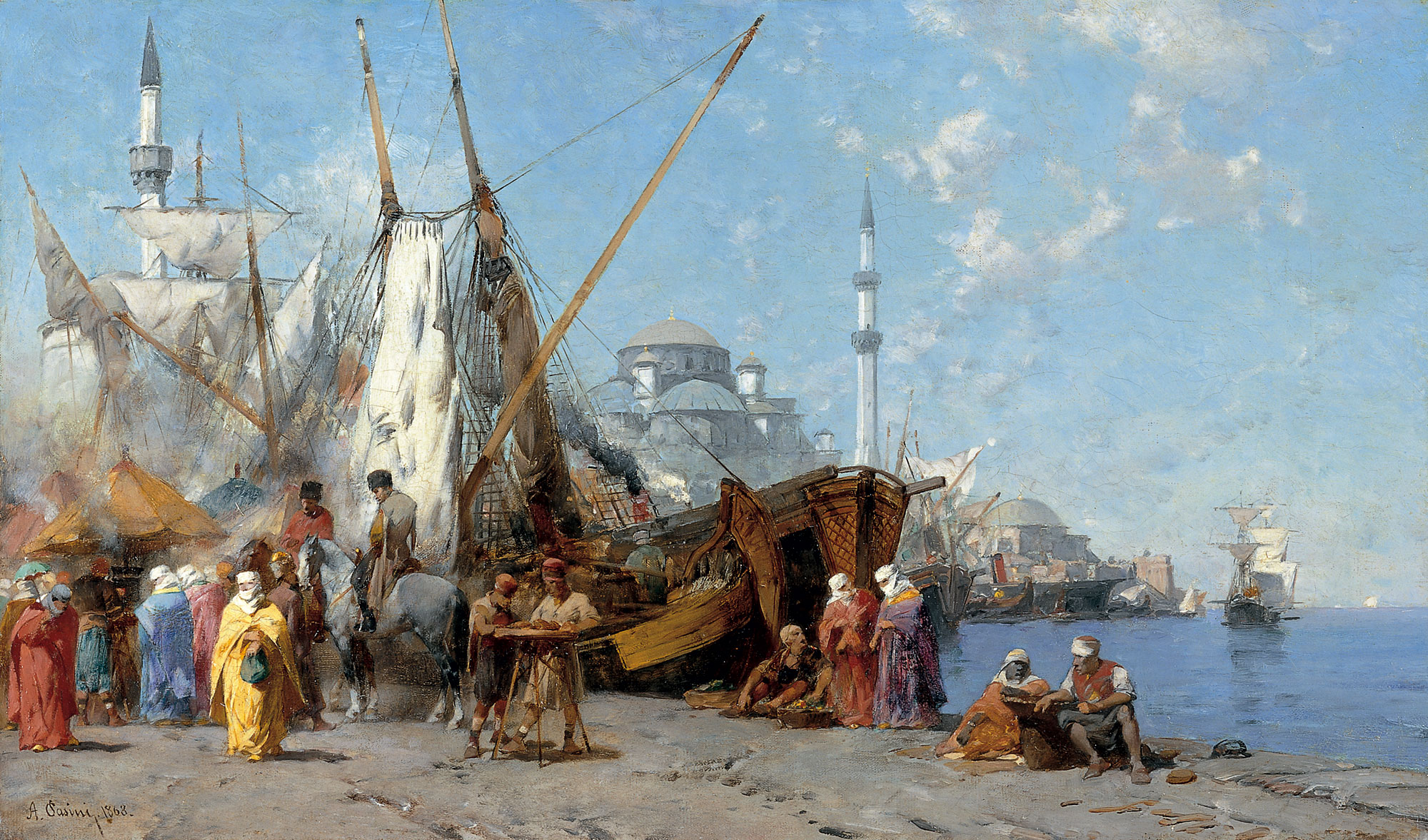
بازاری در استانبول (۱۸۶۸)
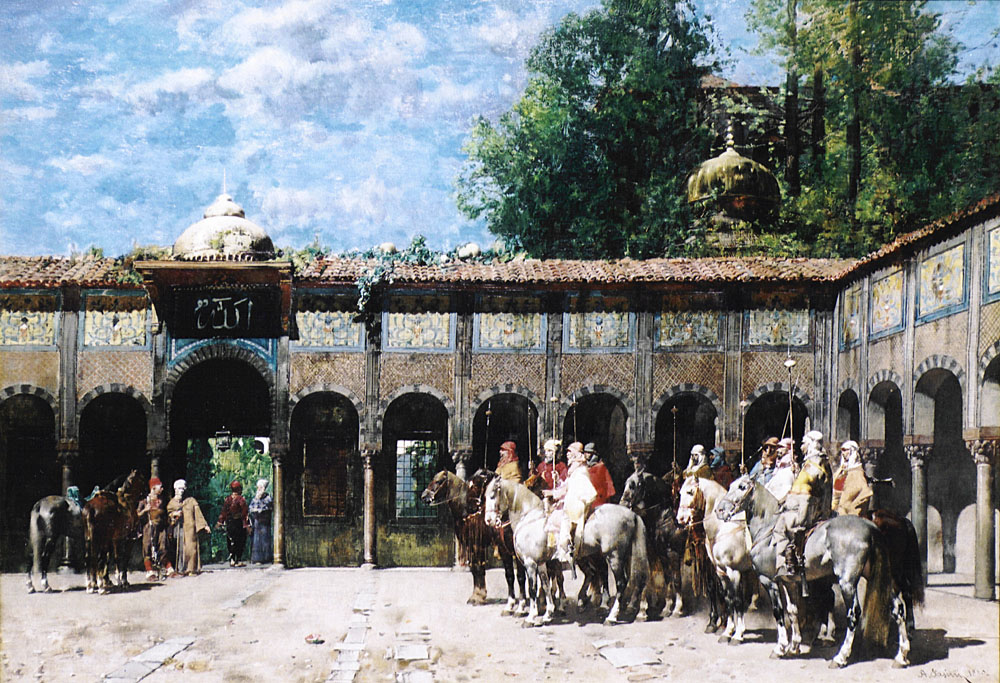
سواره‌نظام عرب
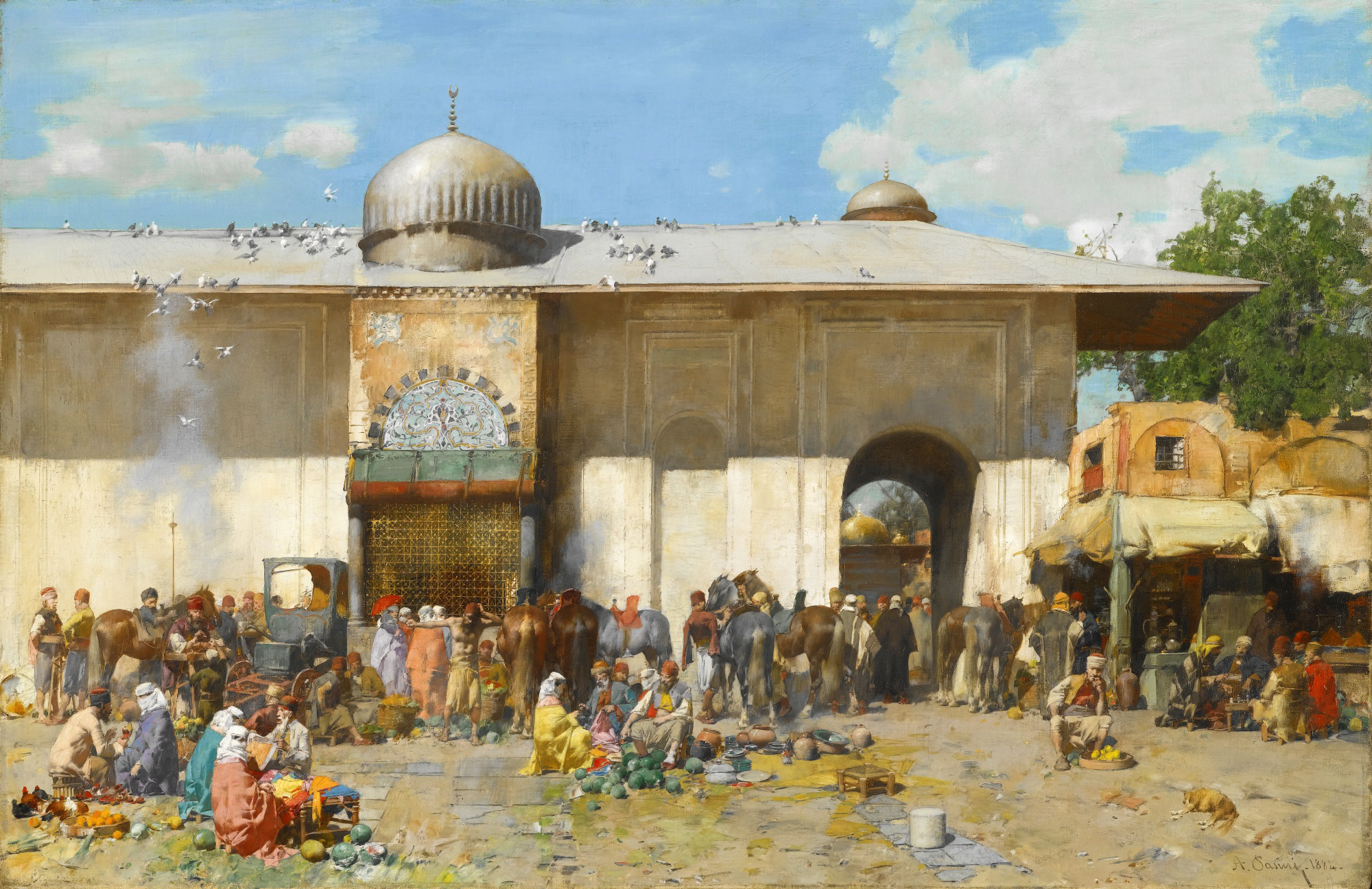
Market scene
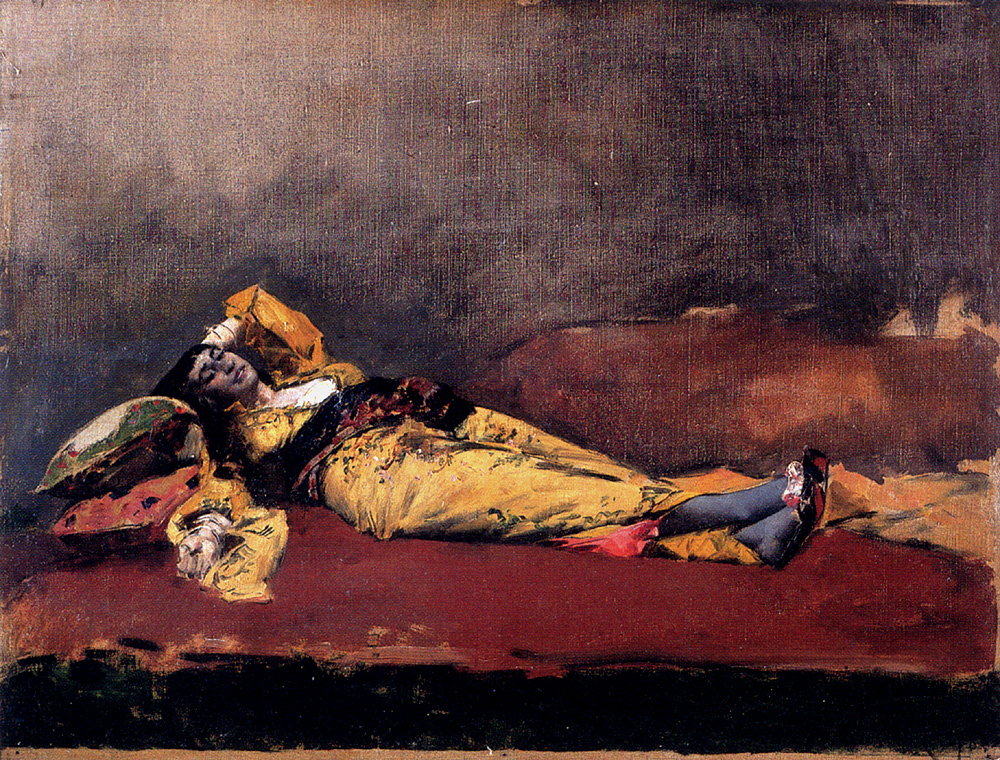
Almea in the color Orange
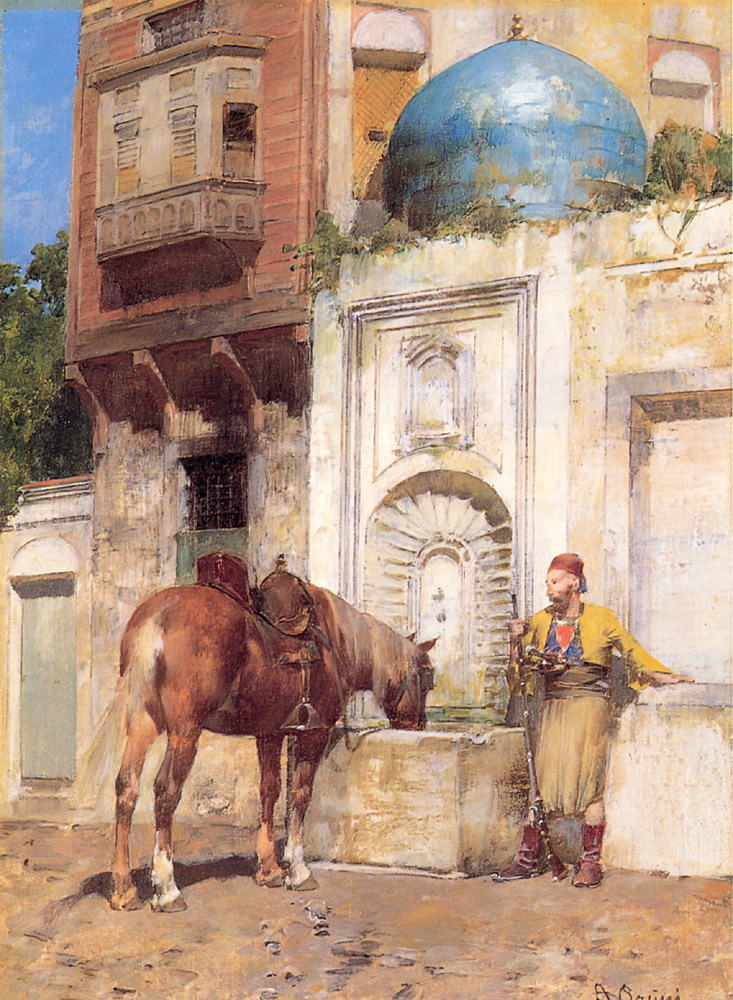
A l’abrevouir